# Споменик у Мирошевцу
Композиција споменика делује као да је исклесана од стене и да је природно изникла из траве. Чврсте форме се из различитих праваца  сливају у органску целину од 4 једнака  квадрата. Они на себи носе орнаменте у виду цветова међу којима је и звезда петокрака. 
Једна целина пропиње се ка небу и симбол је организоване борбе за слободу. Три цвета су симбол ранијих ослобођења, а петокрака на стубу што стреми сунцу сугерише последње ослобођење 1944. године.
Споменик је од бетона и делује импозантно. Откривен је поводом обележавања три деценије од формирања 13. српске народноослободилачке ударне бригаде, 14.08.1974. године. 
Открио га је Бошко Крстић, члан Савезног одбора Савеза бораца НОР-а Југославије. Аутор је вајар Ђорђе Васић, који га је назвао „Споменик полета“.